# Stigmochora controversa
Stigmochora controversa är en svampart som först beskrevs av Karl Starbäck, och fick sitt nu gällande namn av Theiss. & Syd. 1914. Stigmochora controversa ingår i släktet Stigmochora och familjen Phyllachoraceae.   Inga underarter finns listade i Catalogue of Life.